# 阿拉·阿布拉哈米安
阿拉·阿布拉哈米安（羅馬化：Ara Abrahamian，1975年7月27日—），生於蘇聯亞美尼亞久姆里，瑞典男子摔跤運動員。曾在76公斤級及84公斤級的世界摔跤錦標賽贏得冠軍。在2004年夏季奧林匹克運動會贏得一面銀牌，在2008年夏季奧林匹克運動會奪得一面銅牌，不過在頒獎儀式上將銅牌棄掉，表示不滿準決賽裁判的判決，並離開頌獎典禮，國際奧委會決定將銅牌沒收。他因此被终身禁止参加奥运会及禁赛两年，但2009年3月禁赛两年的处罚被取消。